# Fischer & Kaufmann
Die Fischer & Kaufmann GmbH & Co. KG ist ein international agierendes, inhabergeführtes Familienunternehmen mit Hauptsitz in Finnentrop im Sauerland. 
Das Unternehmen ist ein Automobilzulieferer mit Schwerpunkt in der Tiefzieh- und Umformtechnik. 

## Geschichte
Das Unternehmen Fischer & Kaufmann wurde im Jahr 1938 gegründet. Schwerpunkt der Geschäftstätigkeit war die Herstellung von Werkzeugen. Nach Erweiterungen des Produktionsportfolios und Vergrößerung der Produktionsfläche wurde im Jahr 1984 der erste Umformautomat angeschafft. In den folgenden Jahrzehnten wurde die Produktpalette des Unternehmens sukzessive um verschiedene Bereiche erweitert. Im Jahr 2005 erfolgte mit der Fiuka Polska Sp. z o.o. die Gründung des ersten Zweigwerks im polnischen Środa Śląska. In den folgenden Jahren wurden mehrfach bauliche Erweiterungen beider Produktionsstandorte vorgenommen.

## Produkte
Das Produktspektrum umfasst im Wesentlichen kaltumgeformte Bauteile und Komponenten für die Airbagtechnik, Fahrwerkstechnik, Motoren- und Getriebetechnik sowie Abgastechnik. Dabei versteht sich das Unternehmen nicht als reiner Produzent, sondern als Berater, Entwickler und Hersteller von der   Idee bis zur   Markteinführung.
Seit 2018 ist das Unternehmen auch im Bereich der Elektromobilität aktiv.